# Luitzen Egbertus Jan Brouwer
Luitzen Egbertus Jan Brouwer   (Overschie, 27 de febrer de 1881 - Blaricum i Laren, 2 de desembre de 1966) va ser un matemàtic neerlandès.

## Vida i Obra
Brouwer va néixer a Overschie (actualment un barri de Rotterdam) fill d'un mestre de l'escola primària, però abans de complir un any la família es va traslladar a Medemblik on va cursar els estudis primaris. Va cursar els seus estudis secundaris a Hoorn i a Haarlem abans d'ingressar a la universitat d'Amsterdam el 1897 amb només setze anys. Va gaudir d'una beca d'una fundació privada amb la que va poder finançar els seus estudis. A la universitat, es va fer soci dels clubs de debat Newton (de ciències), Philidor (d'escacs) i Clio (literari), en els quals va fer amistat sobre tot amb Scheltema, un poeta amant de la natura i socialista amb qui va mantenir una llarga correspondència fins a la seva mort el 1924. El 1904 es va graduar i es va casar amb Lize de Holl, qui va aportar una filla d'un matrimoni anterior. El 1907 va obtenir el doctorat amb una tesi dirigida per Diederik Korteweg qui li va demanar que reduís les reflexions filosòfiques de la tesi. El mateix any, Lize es va graduar com farmacèutica; Brouwer va fer de gestor i comptable de la farmàcia tota la seva vida, a més d'atendre el mostrador quan feia falta. Els Brouwer, amb la filla de Lize ja que no van tenir fills propis, van fixar la seva residència a Blaricum, una trentena de quilòmetres a l'est d'Amsterdam, una localitat on Brouwer ja havia passat períodes de descans el 1902 en un hostal vegetarià i on el seu germà petit, Lex, tenia un estudi de pintura. Lize vivia durant la setmana en un apartament damunt de la farmàcia a Amsterdam i Brouwer treballava a Blaricum, només anava a Amsterdam per les seves classes, a la biblioteca, algunes reunions acadèmiques i els concerts al Concertgebouw. Les relacions de Brouwer amb Louise, la filla de la seva dona, sempre van ser molt difícils.
El 1909 va ser nomenat professor ajudant de la universitat d'Amsterdam, el 1912 va passar a ser professor extraordinari i el 1913 professor titular. Ja no va deixar el càrrec fins a la seva jubilació el 1951. Els seus primers anys a la universitat, 1909-1913, van ser dels més prolífics de la seva carrera com topòleg: quasi tots els resultats que s'associen al seu nom són d'aquestes dates. La Primera Guerra Mundial va significar sens dubte una paralització de les activitats acadèmiques, però en retornar a l'activitat, Brouwer ja no es va sentir gaire atret per la topologia, tot i que va seguir dirigint els seus deixebles en aquest camp. En el seu lloc va retornar a la reflexió sobre els fonaments de la matemàtica que ja estaven a la seva tesi doctoral i alguna altra obra anterior. La seva idea era que la lògica, per la seva natura lingüística, era la font d'una sèrie de debilitats argumentatives. Per això es mostrava un ferm partidari de l'intuïcionisme i en contra del formalisme de Hilbert i del logicisme de Russell. La polèmica amb Hilbert va anar creixent fins que el 1928 una tensa polèmica sobre la utilització del principi del tercer exclòs va acabar amb la seva expulsió del comitè de redacció de Mathematische Annalen que altres editors, com Einstein, van considerar injustificada però que van acabar acceptant. A partir de l'any següent va començar a preparar l'edició d'una nova revista sota la seva direcció: Compositio Mathematica, el primer número de la qua va aparèixer el 1934.
El 1935 es va presentar a les eleccions municipals de Blaricum amb notable èxit (va quedar segon), sent regidor fins al 1941: el 1939 es va tornar a presentar i va quedar primer. El seu partit, el Partit Neutral era un partit sense ideologia que només es preocupava per l'administració eficient del recursos públics. Algunes de les seves actituds durant l'ocupació d'Holanda pels nazis, com la d'escriure un panegíric de Theodor Vahlen (un matemàtic que només es va distingir per ser un jerarca nazi al departament d'educació) o com la de recomanar els seus alumnes que signessin la declaració d'adhesió a les autoritats d'ocupació, van fer fos suspès pel nou govern neerlandès posterior a la guerra. Però la suspensió va ser només temporal i es va considerar que era una persona apolítica.
Va morir a Blaricum el desembre de 1966 víctima d'un accident, en ser atropellat per un vehicle davant de la seva casa.

## Principals obres
Les seves obres escollides van ser editades en anglès en dos volums: el primer, de 1975, a cura d'Arend Heyting recull els seus treballs de fonaments i filosofia de les matemàtiques; el segon, de 1976, a cura de Hans Freudenthal recull els seus treballs de geometria, anàlisi, topologia i mecànica. Aquests dos volums reflecteixen la natura quasi esquizofrènica de l'obra de Brouwer: d'una banda el Brouwer intuicionista i d'altra el topòleg que viola els principis del primer.
Brouwer va publicar, entre llibres i articles, més de dos-centes obres, la majoria en alemany. A continuació es relacionen les més significatives.
- Leven, kunst en mystiek (Vida, art i mística) (1905); editat també en anglès: Life, Art and Mysticism (1996) al Notre Dame Journal of Formal Logic. El seu punt principal és argumentar que el principal repte i objectiu final de la persona és la introspecció total.[27]
- Over de grondslagen der wiskunde (Sobre els fonaments de les matemàtiques) (1907), tesi doctoral.
- Die onbetrouwbaarheid der logische principes (La infiabilitat dels principis lògics) (1908)
- Die Theorie der endlichen kontinuierlichen Gruppen, unabhängig von den Axiomen von Lie (La teoria de grups continus finits, independentment dels axiomes de Lie) (primera part, 1909 i segona parta, 1910)
- Beweis des Jordanschen Satzes für den n-dimensionalen Raum (Demostració del teorema de Jordan per a l'espai n-dimensional)] (1911)
- Intuitionism and Formalism, en anglès (1913), versió d'un article en neerlandès de 1912.
- Begründung der Mengenlehre unabhängig vom logischen Satz vom ausgeschlossenen (Fonamentació de la teoria de conjunts independentment del principi de terç exclòs) (1918)
- Besitzt jede reelle Zahl eine Dezimalbruchentwicklung? (Tot nombre real, té una expansió decimal? (1921)
- Intuitionistische Mengenlehre (Teoria de conjunts intuicionista) (1922)
- Über definitionsbereiche von Funktionen (Sobre els dominis de definició de les funcions (1927)